# Union Glashütte

logo

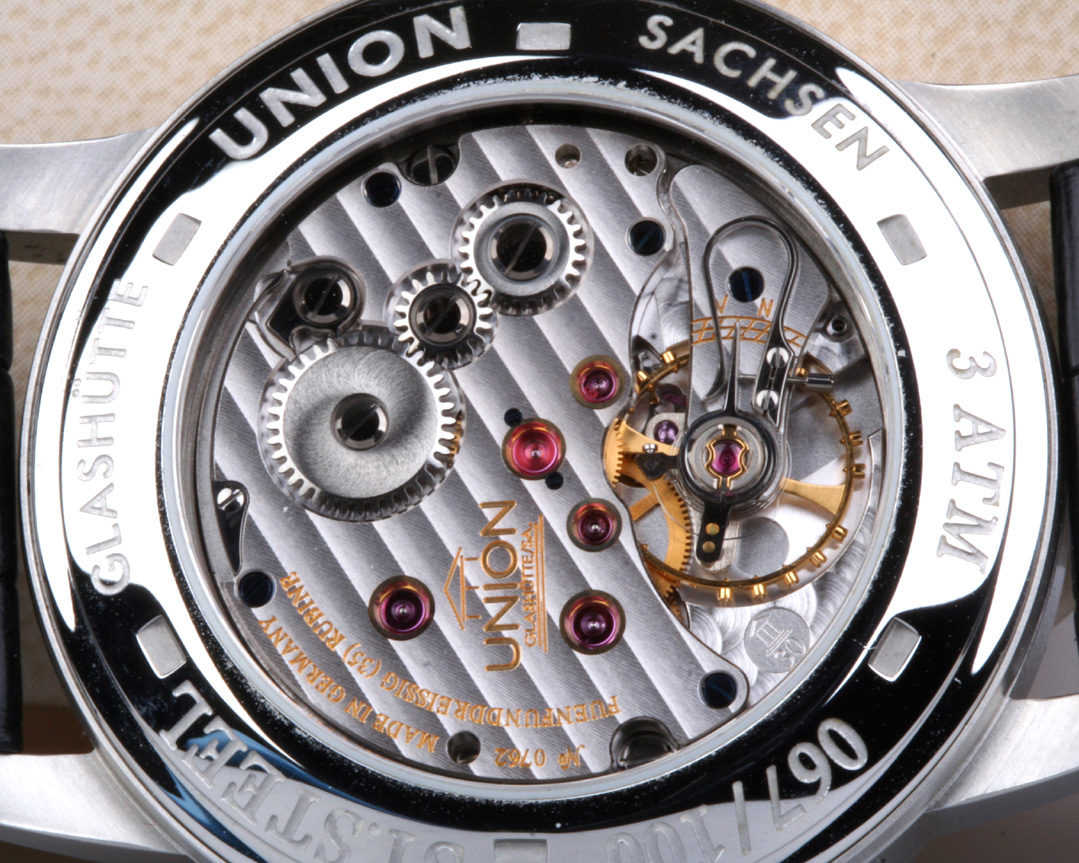
mouvement

Union Glashütte est une maison horlogère allemande créée en 1893 par l'horloger Johannes Dürrstein, fondateur de la Glashütter Uhrenfabrik Union. Ancienne propriété de Glashütte Original, elle appartient depuis 2000 au Swatch Group.
Johannes Dürrstein désirait concevoir des montres possédant « tout pour les rendre précises et belles mais rien pour les rendre chères ». Ce concept est encore aujourd'hui respecté et la marque est classée haut de gamme, en dessous du luxe.
La maison a ses racines dans la ville de Glashütte, en Saxe, qui représente le centre de l'horlogerie allemande. Toutes les montres sont « Made in Germany » bien qu'elles utilisent des mouvements suisses. Chaque mouvement est individuellement ajusté, réglé et contrôlé à la main.